# Alexandra Worisch
Alexandra Worisch (Viena, 29 de septiembre de 1965) es una deportista austríaca que compitió en natación sincronizada. Ganó cinco medallas en el Campeonato Europeo de Natación entre los años 1981 y 1987.

## Palmarés internacional
| Campeonato Europeo | Campeonato Europeo    | Campeonato Europeo | Campeonato Europeo |
| Año                | Lugar                 | Medalla            | Prueba             |
| ------------------ | --------------------- | ------------------ | ------------------ |
| 1981               | Split (Yugoslavia)    | Medalla de plata   | Solo               |
| 1981               | Split (Yugoslavia)    | Medalla de bronce  | Dúo                |
| 1985               | Sofía (Bulgaria)      | Medalla de oro     | Dúo                |
| 1985               | Sofía (Bulgaria)      | Medalla de bronce  | Solo               |
| 1987               | Estrasburgo (Francia) | Medalla de plata   | Solo               |